# Кобылисы (станция метро)
«Кобылисы» (чеш. Kobylisy, (сокращенно KB) — станция пражского метрополитена линии C на перегоне «Надражи Голешовице»—«Ладви» в одноименном районе Праги. Была открыта 24 июня 2004 года. Перегон между станциями Надражи Голешовице и Кобылисы длиной 2748 м является самым длинным в Пражском метро. К моменту его запуска наибольшее расстояние было между станциями «Смиховске надражи» и «Радлицка» на линии B. Согласно первоначальным планам, появившимся ещё до Бархатной революции, станция должна была получить название «станция Красной Армии» (чеш. Rudé armády).

## Описание станции
Платформа расположена между путями и не имеет опор, это первая островная однонефная станция (то есть, с одним сводом) в сети Пражского метро. Это означает, что платформа находится как бы в большой трубе. Единственная односводчатая станция глубокого заложения на линии С и единственная станция глубокого заложения на линии С. Длина станции 149,7 м, глубина расположения платформы под землей 31,2 м. Длина платформы 100 м, ширина 10,65 м, высота 7,95 м. От станции на поверхность ведут два выхода — восточный до одноимённой остановки (до 2004 г. называвшейся «Стрельнична» чеш. Střelničná), к вестибюлю с небольшим торговым центром на поверхности; и западный, который ведёт к подземному вестибюлю под Кобылиской площадью. Оба выхода имеют эскалаторные туннели. В каждом туннеле по три эскалатора. Станция также оснащена доступом для инвалидных колясок. Лифт расположен в нижней части восточного эскалаторного тоннеля и ведёт на поверхность возле улицы Под Сидлиштем (чеш. Pod Sídlištěm) и вблизи автобусных остановок. На этой станции нет пункта информации о дорожном движении и банкомата.